# ŽOK Dinamo Pančevo
ŽOK Dinamo Pančevo ist ein serbischer Frauen-Volleyballverein in Pančevo, autonome Provinz Vojvodina.
Der Verein wurde 1973 gegründet und spielte von 2007 bis 2020 in der serbischen Superliga, auch unter dem Namen Dinamo Azotara Pančevo (2006–2012). Dinamo stand dreimal im serbischen Pokalendspiel (2008, 2010 und 2017). Außerdem spielte Dinamo im europäischen CEV-Pokal und im Challenge Cup. Einige serbische Nationalspielerinnen waren bei ŽOK Dinamo Pančevo aktiv: Olga Raonić, Slađana Mirković und Milena Rašić.